# Антоніо Пігафетта
Антоніо Пігафетта — італійський мореплавець XVI століття, один з 18 супутників Фердинанда Магеллана, який здійснив навколосвітню подорож та описав її в своїй книзі.

## Біографія
Антоніо Пігафетта народився після 1492 року в місті Віченца, яке тоді входило до складу Венеційської республіки. Походив зі шляхетної родини Пігафетта, що переселилася до Віченци з Тоскани впродовж XI століття. Син Джованні Пігафетта та Лучії Музан, які одружилися в березні 1492 року. Мав брата Валентіно та сестру Серафіну.
У травні 1519 року Антоніо Пігафетта прибув до Севільї заздалегідь, щоб бути готовим до відправлення кораблів Магеллана, яке сталося 10 серпня 1519 року.
25 березня 1521 року Пігафетта впав за борт судна поблизу Філіппінів і трохи не втопився.
8 вересня 1522 року повернувся до Іспанії.
З пропозицією видати свій щоденник Пігафетта звертався до короля Іспанії Карла V, до Дожа Венеції, герцога Мантуї, папи римського Климента VII. Всюди його спочатку підтримували, але на великий гонорар не погоджувалися. Врешті решт книжку було опубліковано за кошти Ордену лицарів святого Іоанна Єрусалимського та презентовано Великому магістру ордену Філіппу де Вільє де л'Іль-Адаму. В присвяті Ордену Пігафетта називає самого себе лицарем-іоаннітом. За однією з версій лицарство він отримав на знак пошани за навколосвітню подорож, але інші непрямі докази свідчать, що він вирушив у подорож уже лицарем.
Існує низка версій щодо дати та причини смерті Пігаффети. На відміну від брата та сестри він не згадується у заповіті Джованні Пігафетти 1532 року, що дозволяє зробити припущення про його смерть до цієї дати.

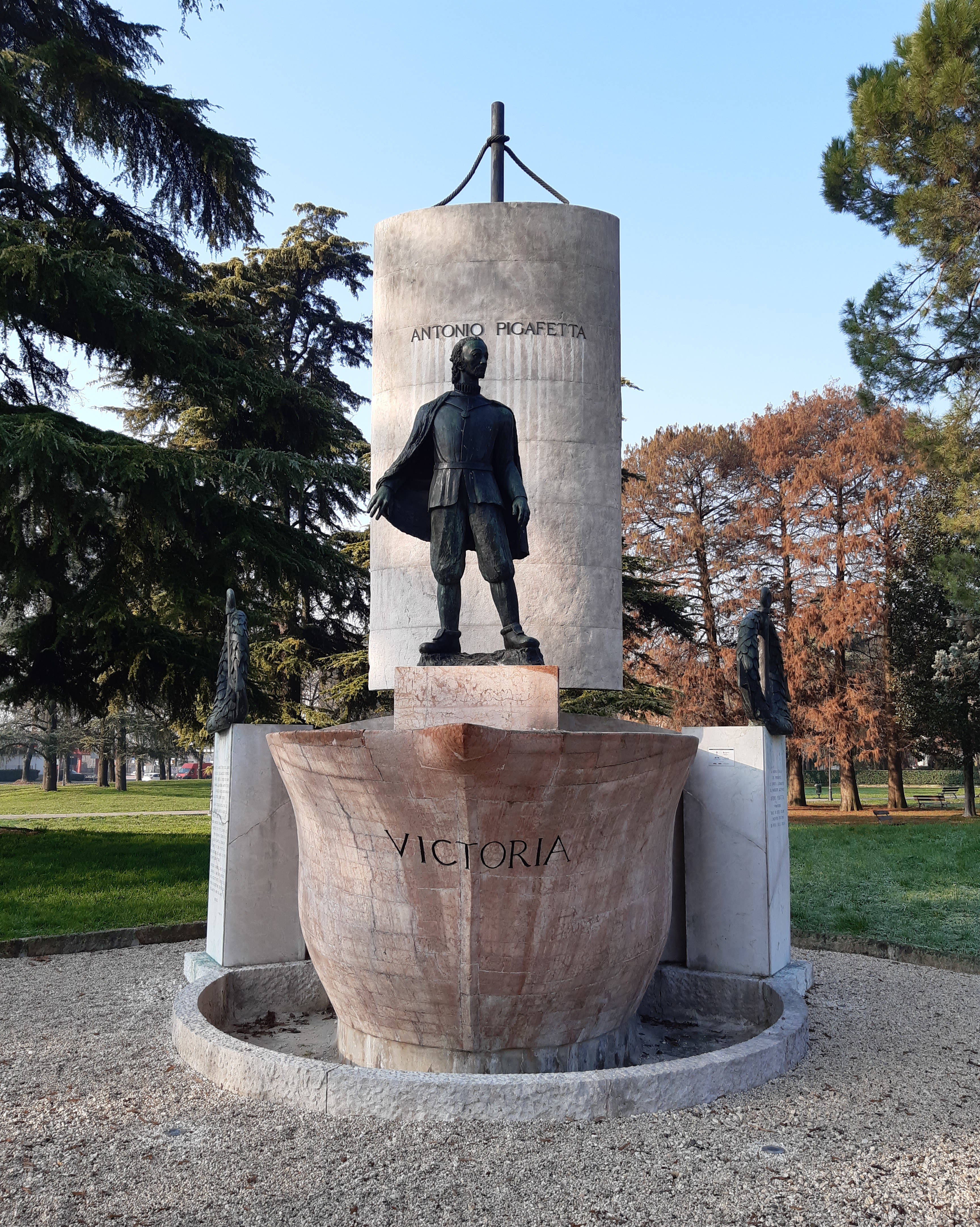
Пам'ятник Пігафетті у Вінченці

## Пам'ять
Антоніо Пігафетті поставлений пам'ятник у Віченці як учаснику першої навколосвітньої подорожі.